# Рафаель Франко
Рафае́ль Фра́нко (ісп. Rafael de la Cruz Franco Ojeda 22 жовтня 1896, Асунсьйон, Парагвай — 16 вересня 1973, Асунсьйон, Парагвай) — парагвайський політик, президент Парагваю. Один із засновників Революційної лютневої партії. Прийшов до влади внаслідок військового перевороту. У 1956 був звинувачений у спробі повалити генерала Альфредо Стресснера і висланий з країни. Повернувся в Парагвай в 1957 і до своєї смерті в 1973 був лідером Лютневої партії.

## Ранні роки і освіта
Франко народився в Асунсьйоні 22 жовтня 1896, в будинку на перетині вулиць Чилі і Аедо. Він був сином Федеріко Франко і Марселіни Охеда. Його батько був професором математики в аграрній школі. Після закінчення початкової школи Рафаель вступив до військового училища в 1915.

## Військова кар'єра
Перше призначення Франко у званні лейтенанта було в гарнізон Енкарнасьйону, під командування полковника Педро Мендоси.
9 травня 1921 Франко був призначений піхотним лейтенантом, а 13 серпня того ж року — командиром гарматної обслуги зі штаб-квартирою в Асунсьйоні.
Незабаром Франко став командиром піхотного полку № 5 під командуванням генерала Едувігіса Діаса в Баія-Негра.
13 серпня 1924 Франку присвоєно звання капітана, а 10 лютого 1926 призначено командиром роти курсантів військового училища. У листопаді 1926 Франко став командиром стрілецького полку № 2.
Військова кар'єра Франко пішла вгору в умовах Чакської війни, де він здобув свої найважливіші перемоги.
У серпні 1928 року Франко був призначений командиром авіаційного училища. Пізніше зазнав травми ноги внаслідок нещасного випадку, впавши з коня під час виїздки у військовому училищі. У Чакській війні він командував дивізією Третього корпусу, а потім став директором військового училища Парагваю. В кінці війни Франко брав участь у Параді Перемоги як командир Другого корпусу, і натовп на вулицях столиці зустрічав його і його солдат одностайним схваленням. У 1933 Франко був підвищений до полковника. За його ініціативи були побудовані форти Маріскаль Лопес і Фалькон.

## Політична кар'єра

### Президентство
Рафаель Франко став символом післявоєнного врегулювання. Він став засновником і лідером соціал-демократичної Революційної лютневої партії. Популярний серед націоналістів і в армії, Рафаель Франко активно критикував президента Еусебіо Аялу в повоєнний час. Коли Аяла був висланий з ініціативи Франко в Аргентину, прихильники Франко скинули уряд Аяли, і полковник Франко повернувся в Парагвай як тимчасовий президент.

### Соціальна політика
Уряд Франко провів низку реформ праці: встановив 8-годинний робочий день, зробив неділю обов'язковим вихідним днем, ввів обов'язкові оплачувані відпустки і обмежив робочий тиждень до 48 годин. Заробітну плату належало виплачувати грошима, а не ваучерами, визнали право працівників на страйк, а також права жінок-працівниць. Уряд провів першу аграрну реформу в Парагваї (5 травня 1936), розподіливши більш як 200 000 га землі серед 10 000 селянських родин і ввівши річний мораторій на орендну плату.
Деякі заходи були спрямовані на розширення участі держави в економіці.
24 лютого 1936 уряд створив Центральний банк Республіки Парагвай, який узяв на себе роль фондової біржі, а також став єдиним каналом для зовнішньої торгівлі. Рафаель Франко запропонував, щоб держава брала участь у будь-який розвідці нафти. Його уряд також встановив фіксовану ціну на певні ключові товари, такі як бавовна. Крім того, держава реорганізувала торговий флот.
Уряд Франко забезпечив прийом перших японських поселенців у Парагваї, а також сприяв поверненню парагвайських військовополонених з Болівії.
Архітектурні пам'ятки, колоніальне мистецтво і артефакти оголосили частиною національної спадщини.

### Військова політика
Рафаель Франко зробив реструктуризацію і модернізацію збройних сил Парагваю і продав зношену і застарілу зброю. Його уряд прагнув придбати 60 італійських літаків, щоб країна була готова до будь-яких загроз з боку сусідів (в тому числі Болівії). Замовлення на ці літаки згодом відкликав ліберальний уряд. В результаті лише невелика кількість літаків поповнила парагвайські ВПС. Крім того, уряд надав пенсії ветеранам.

### Зміни в національній символіці
Франко утверджував ідеали революції і націоналізму. Уряд заморозив будівництво Собору Богоматері і створив Пантеон Героїв як національне кладовище. Уряд реабілітував диктатора XIX століття Франсіско Солано Лопеса, скасувавши укази, що оголошували його поза законом, і визнав його національним героєм. Останки Лопеса були витягнуті з безіменної могили в Серро-Кора і перепоховані в Пантеоні.
1 березня (День Героїв) було оголошене державним святом.

### Реорганізація державних установ
Уряд Франко скасував Конституцію 1870 і розпустив парламент, скликавши Національні установчі збори для розробки нової Конституції.
Франко створив два нових міністерства — охорони здоров'я та сільського господарства. Він також курував створення декількох нових установ і органів, в тому числі Національної асоціації корінних народів, Національного департаменту праці, Федерації профспілок, Національної спілки жінок, Комісії праці, Комітету цивільної мобілізації, Національної асоціації колишніх комбатантів і Національного революційного союзу.
Рафаель Франко створив два політичних утворення для підтримки ініціатив уряду — Незалежну національну лігу і Революційний національний союз, а права Ліберальна партія пішла в підпілля.

### Політика в галузі освіти
Уряд Франко скасував іспити для національних шкіл. Він також заснував школу стоматології, факультети економіки і сільськогосподарських наук і школу мистецтв і ремесел, а також відкрив сотні шкіл і коледжів.

### Склад уряду
- Міністр закордонних справ: д-р Хуан Стефанич
- Міністр внутрішніх справ: д-р Гомес Фрейре Естевес
- Військовий і морський міністр: Хуан Стефанич і полковник Арістідес Рівас Ортельядо
- Міністр фінансів: д-р Луїс Фрейре Естевес
- Міністр юстиції, культури і народної освіти: Ансельмо Ховер Перальта
- Міністр сільського господарства: д-р Бернардіно Кабальєро
- Міністр охорони здоров'я: д-р Педро Дуарте Ортельядо[1]

## Повалення і вигнання
У відповідь на зняття Рафаелем Франко парагвайських військ з передових позицій у Чако праві влаштували переворот 13 серпня 1937, внаслідок якого скинули Франко і запропонували президентство лідеру Ліберальної партії Феліксу Пайве. Франко втік до Уругваю.
У 1946 повернувся на батьківщину за амністією, знову втік до Уругваю за звинуваченням у змові. З Уругваю Франко підтримав повстання 1947 проти президента Ігініо Моріньїго, але заперечував причетність до змови 1956 проти Альфредо Стресснера.

## Останні роки
Повернувшись у Парагвай, Франко працював, щоб добути кошти на існування. Одночасно працював брокером нерухомості, перебуваючи й далі в помірній опозиції до уряду Альфредо Стресснера через Лютневу революційну партію, легалізовану в 1964.
Здоров'я Франко стало погіршуватися в кінці 1970-х років. В останні роки свого життя він жив у маленькій кімнаті на вулиці Еррера. Звідти іноді йшов у кафе, де зустрічався з давніми друзями й товаришами. У вересні 1973 Франко потрапив до лікарні Американо у важкому стані. Тут його відвідав полковник Артуро Брей, з яким він ворогував протягом 30 років.
Полковник Рафаель Франко помер 16 вересня 1973. Один з найбільших вінків поклав на його могилу Артуро Брей. Напис на вінку свідчив: «Великому патріоту».